# Viva Zapata!

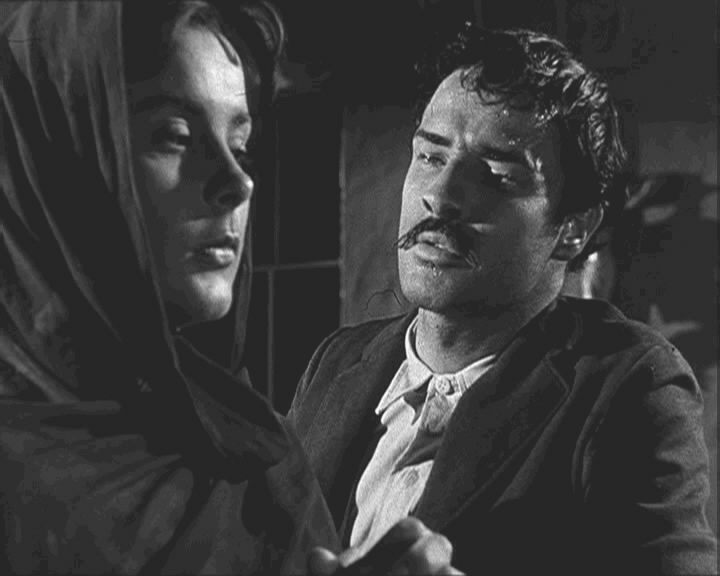
Jean Peters och Marlon Brando, från trailern till filmen.

Viva Zapata! är en amerikansk dramafilm från 1952 i regi av Elia Kazan och manus av John Steinbeck. Filmen handlar om den mexikanske bondeupprorsledaren Emiliano Zapata, spelad av Marlon Brando. Övriga roller spelas av bland andra Jean Peters och Anthony Quinn. Filmen hade svensk premiär den 20 oktober 1952, efter censurklipp på 2 minuter.

## Medverkande (urval)
| Marlon Brando  | – Emiliano Zapata  |
| Jean Peters    | – Josefa Zapata    |
| Anthony Quinn  | – Eufemio Zapata   |
| Joseph Wiseman | – Fernando Aguirre |
| Arnold Moss    | – Don Nacio        |
| Alan Reed      | – Pancho Villa     |

## Om filmen
Anthony Quinn, som spelade Zapatas bror, vann en Oscar för bästa manliga biroll. Filmen nominerades dessutom till bästa manliga huvudroll (Brando), bästa manus (Steinbeck), bästa musik och bästa art direction/set direction, svartvit.